# Ambavia
Ambavia Le Thomas  é um género botânico pertencente à família Annonaceae.
Suas espécies são nativas de Madagascar.

## Espécies
Apresenta apenas duas espécies:
- Ambavia capuronii
- Ambavia gerrardii